# Armour-piercing ammunition
- Ảnh trên bên trái: Đạn xuyên giáp bị mắc kẹt trong tấm thép
- Ảnh trên bên phải: Mô hình chuyển động của đạn pháo xuyên giáp
- Phía dưới bên trái: Tấm thép dày 110 mm (4,3 in) bị xuyên thủng bởi đạn xuyên giáp 105 mm (4,1 in)
- Dưới phải: Sơ đồ của đạn xuyên giáp:
• 1. – Đầu đạn khí động học hoặc đầu đạn xuyên giáp
• 2. – đầu xuyên Hợp kim thép
• 3. – Lượng nổ mạnh
• 4. – Ngòi nổ được cài đặt nổ chậm sau khi xuyên giáp để nổ bên trong mục tiêu
• 5. – Đuôi đạn

Armour-piercing ammunition (AP) hay là đạn xuyên giáp là một loại đạn được thiết kế để xuyên phá vỏ giáp bảo vệ trên thiết giáp hạm, giáp cá nhân, xe thiết giáp.
Ứng dụng chủ yếu của đạn xuyên giáp là dùng để xuyên thủng lớp giáp dày của các tàu chiến thiết giáp hạm và gây ra những tổn thất bên trong cho các tàu này. Từ những năm 1920s, vũ khí xuyên giáp được cho là bắt buộc trong chống tăng. Các đạn xuyên giáp có cỡ nhỏ hơn 20 mm được sử dụng để đối phó với các mục tiêu bọc thép hạng nhẹ, giáp cá nhân.
Do giáp xe tăng ngày càng được cải tiến trong Chiến tranh thế giới lần thứ 2, các loại đạn xuyên giáp bắt đầu được thiết kế nhỏ hơn nhưng cường độ và độ cứng để xuyên thép lớn hơn, đồng thời sơ tốc đầu nòng cũng cao hơn. Các thanh xuyên hiện nay cấu tạo từ thanh dài vật liệu có tỉ trọng lớn như tungsten hay uranium nghèo (DU) giúp cải thiện hơn nữa đặc tính của đường đạn.

## Lịch sử

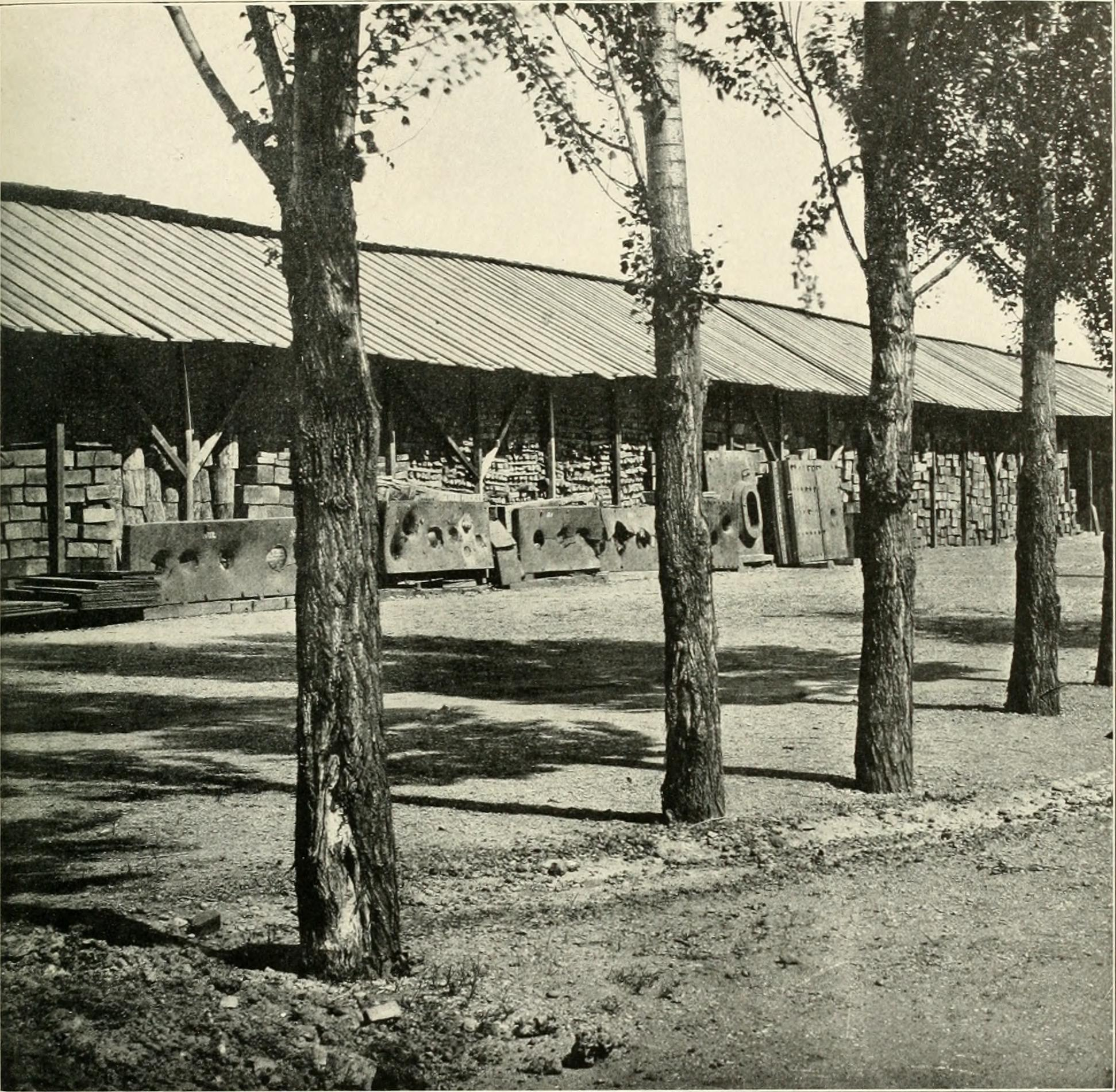
Các tấm thép bị xuyên trong các thử nghiệm đạn pháo Hải quân, 1867

Cuối những năm 1850s, Hải quân các nước bắt đầu đưa vào trang bị thiết giáp hạm, có lớp vỏ bọc thép dày. Lớp giáp này vô hiệu hóa các đạn bi sắt và cả đạn mang thuốc nổ mạnh.
Major Sir W. Palliser là người đầu tiên đưa ra giải pháp về đạn xuyên phá được lớp giáp dày, qua việc phát minh lý thuyết của tăng cứng đầu đạn bi sắt. Nhờ đúc các viên đạn theo chiều hướng xuống và tạo thành một đầu đạn, kim loại nóng chảy sẽ được tôi và trở nên cứng hơn, trong khi phần còn lại của vật đúc sẽ tạo thành trong khuôn làm bằng cát, giúp kim loại được làm nguội chậm dần và giúp thân viên đạn tạo thành tough.
Những viên đạn bi sắt sau khi được tôi có hiệu suất rất tốt chống lại giáp làm bằng sắt nhưng không có hiệu quả với giáp phức hợp và giáp thép, được đưa ra vào năm 1880s. Do đó các nhà thiết kế thay đổi hoàn toàn hướng thiết kế, và đạn thép với đầu đạn được dập và được làm cứng bởi nước đã được sử dụng trong súng Palliser. Ban đầu, những viên đạn được làm bằng thép các bon nhưng do giáp xe thiết giáp ngày càng tốt lên, nên đạn chống tăng cũng phải phát triển hơn.
Trong những năm 1890s và sau đó, giáp thép thấm các bon trở nên phổ biến, ban đầu chỉ để gia cố thêm cho tàu chiến. Để đối đầu với các mục tiêu như vậy, đạn pháo được làm từ thép-dập hoặc đúc-có pha thêm nickel và chromium. Một cải tiến nữa là sự ra đời của mũ kim loại mềm trên chóp đạn, còn gọi là "Makarov tips" được phát minh bởi Đô đốc người Nga Stepan Makarov. Mũ này làm tăng khả năng đâm xuyên của đạn do làm yếu đi va chạm và ngăn tổn hại đầu mũi xuyên giáp của đạn trước khi nó chạm tới bề mặt giáp. Đồng thời mũ kim loại mềm giúp tăng độ xyên ở góc nghiêng do ngăn viên đạn bị trượt đi khỏi bề mặt giáp.

### Chiến tranh thế giới I
Đạn pháo được sử dụng trước và trong World War I thường được làm từ thép đúc chromium (không gỉ). Thép được dập tạo hình và sau đó được tôi, thép sẽ được khoan lỗ ở đầu và được xử lý trên máy tiện. Đạn pháo cũng được chế tạo tương tự như vậy. Ở bước cuối cùng là xử lý nhiệt, giúp cho đạn có đủ độ cứng cần thiết, công nghệ này là một yếu tố bí mật của các nước chế tạo vũ khí.
Lỗ phía sau của đạn pháo có khả năng nạp một lượng nhỏ thuốc phóng, khoảng 2% trọng lượng của đạn. Đạn được nạp thuốc nổ mạnh, có hoặc không có ngòi nổi, và sẽ nổ khi va vào vỏ giáp xuyên thủng vỏ giáp.

### Chiến tranh thế giới II

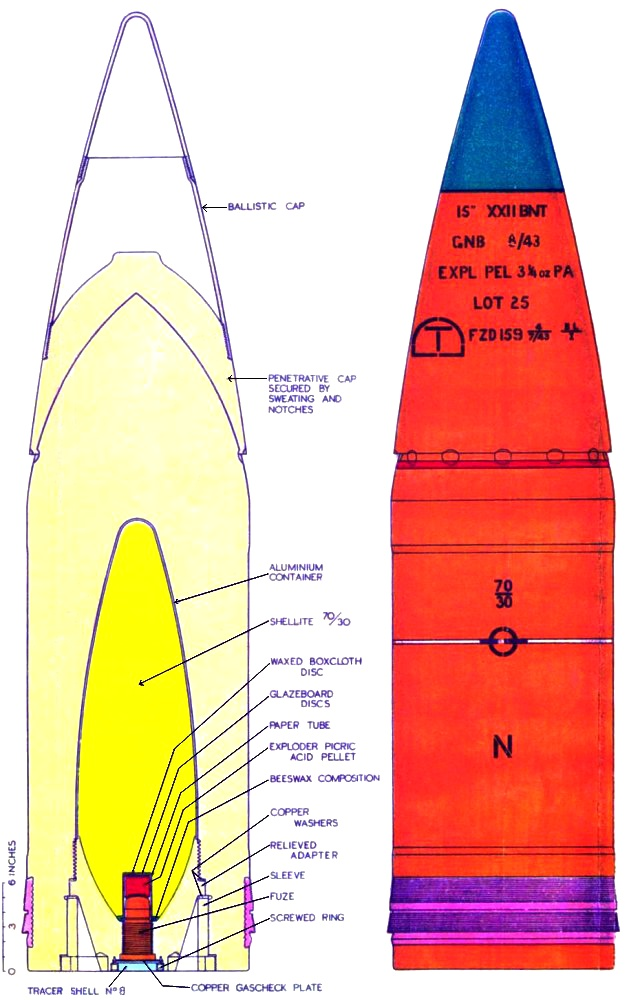
Đạn pháo xuyên giáp 15-inch (381 mm) của Hải quân Anh với mũi đạn đạo (APCBC), 1943

Trong thời kỳ chiến tranh thế giới 2, đạn pháo sử dụng thép hợp kim có chứa nickel-chromi-molybden. Trong khi người Đức sử dụng thép hợp kim silicon-manganese-chromi do các nguồn cung kim loại bị hạn chế. Hợp kim thép của Đức, dù có khả năng đạt độ cứng tương đương nhưng giòn hơn và dễ bị gãy khi va chạm vào giáp thép nghiêng, giảm độ xuyên giáp, đối với đạn armour-piercing high-explosive (APHE), điều này có thể dẫn đến lượng nổ mạnh bị kích nổ sớm. Các giải pháp thay đổi độ cứng của đạn pháo nâng cao khả năng xuyên giáp của đạn pháo được các nước tiến hành trong suốt cuộc chiến tranh, đặc biệt là người Đức. Kết quả là đạ pháo thay đổi độ cứng từ độ cứng cao ở đầu đạn cho đến độ cứng thấp hơn ở đuôi đạn và đảm bảo phát đạn sao cho viên đạn pháo tiếp xúc tốt với vỏ giáp.
Đạn pháo tăng APHE, dù được sử dụng bởi phần lớn các bên tham chiến trong thời kỳ này, nhưng lại không được quân đội Anh sử dụng. Người Anh chỉ sử dụng một loại đạn APHE duy nhất trong thế chiến là đạn AP, Mk1 cho súng chống tăng Ordnance QF 2 pounder và sau đó nó bị loại bỏ do người Anh nhận thấy ngòi nổ có xu hướng bị tách khỏi thân đạn khi đang xuyên qua vỏ giáp. Kể cả khi kíp nổ không bị suy chuyển và toàn bộ hệ thống hoạt động đúng, thì hiệu quả của đạn pháo đối với kíp lái đối phương là quá nhỏ, không phù hợp để tiếp tục dành thời gian để phát triển. Quân đội Anh bắt đầu sử dụng đạn APHE từ sau khi phát minh ra đạn pháo Pallister 1,5% thuốc nổ mạnh từ những năm 1870s và 1880s, và cho rằng độ tin cậy và khả năng xuyên giáp là quan trọng nhất đối với pháo tăng. Các loại đạn pháo xuyên giáp nổ mạnh của Hải quân, có kích thước lớn hơn rất nhiều sử dụng lượng thuốc nổ mạnh vào khoảng 1 đến 3 % tổng trọng lượng đạn pháo, nhưng đối với đạn pháo chống tăng, có kích thước nhỏ hơn nhiều và cần tốc độ lớn hơn sẽ sử dụng chỉ khoảng 0.5% tổng trọng lượng pháo, ví dụ Panzergranate 39 chỉ chứa 0,2% thuốc nổ mạnh. Điều này là do đạn pháo tăng cần có độ xuyên giáp lớn hơn nhiều lần so với cỡ đạn (lấy ví dụ hơn 2,5 lần đối với đạn pháo chống tăng so với dưới 1 đối với đạn pháo Hải quân). Do đó phần lớn đạn xuyên giáp nổ mạnh được sử dụng trong chống tăng sử dụng ít thuốc nổ mạnh chỉ để tăng số lượng mảnh văng của đạn pháo sau khi xuyên vào xe thiết giáp, năng lượng của mảnh văng được lấy từ động năng của quả đạn sau khi bắn đi ở vận tốc cao khỏi nòng pháo. Trừ đạn pháo hàng hải sử dụng để phá bê tông và đạn xuyên giáp, dẫn cho khả năng xuyên giáp bị giảm đáng kể. Lượng nổ mạnh sử dụng trong đạn APHE phải có tính chống nhạy nổ cao với sóng chấn động để ngăn không bị kích nổ sớm. Quân đội Mỹ thông thường sẽ sử dụng thuốc nổ Explosive D, còn được biết là ammonium picrate.

## Cấu trúc của một số loại đạn xuyên giáp
| Tên                                               | Sơ đồ | Miêu tả                          |
| ------------------------------------------------- | ----- | -------------------------------- |
| AP – Armour-piercing                              |       | Không có chóp đạn                |
| APC – Đạn xuyên giáp có mũ đạn                    |       | Mũ đạn xuyên giáp                |
| APBC – Đạn xuyên giáp có mũ chụp đạn khí động học |       | Mũ đạn xuyên giáp                |
| APCBC – Đạn có mũi chụp khí động học              |       | Mũi xuyên giáp Chụp khí động học |

Các chữ viết tắt (C, BC, CBC) được sử dụng cho các loại đạn AP, SAP, APHE và SAPHE với , for example "APHEBC" (armour-piercing high explosive ballistic capped), đôi khi ký hiệu HE cũng được ghi trên cáp đạn pháo APHE và SAPHE. Nếu là đạn vạch đường sẽ có thêm ký tự "-T" (APC-T).
| Name                                                                              | Schematic | Description                                 |
| --------------------------------------------------------------------------------- | --------- | ------------------------------------------- |
| AP – Đạn xuyên giáp-Armour-piercing SAP – Đạn bán xuyên giáp                      |           | Solid or hollowed steel body                |
| APHE – Đạn xuyên giáp chứa thuốc nổ mạnh SAPHE – Đạn bán xuyên giáp thuốc nổ mạnh |           | Hollowed steel body Explosive charge        |
| APCR – Đạn composit tăng cứng xuyên giáp                                          |           | High-density hard material Deformable metal |
| APDS – Đạn xuyên giáp thoát vỏ                                                    |           | Spin-stabilized penetrator Sabot            |
| APFSDS – Đạn xuyên giáp thoát vỏ ổn định bằng cánh đuôi                           |           | Fin-stabilized penetrator Sabot             |

## Bibliography
- Okun, Nathan F. (1989). "Face Hardened Armor". Warship International. Quyển XXVI số 3. tr. 262–284. ISSN 0043-0374.
- Hogg, Ian V. (1985). The Illustrated Encyclopedia of Ammunition. Apple Press.